# هیو مکی
هیو مکی (انگلیسی: Hugh Mackay؛ ۱۶۴۰ – ۱۶۹۲ (۵۱−۵۲ سال)) فرد نظامی اهل اسکاتلند بود.